# 嫦娥英
嫦娥英，20世紀30年代的粵劇全男班花旦，紅遍香港及澳門，唱做俱佳，天賦歌喉嬌滴滴，屬最佳聲線的男花旦之一。他屬「人壽年」的「六柱」之一，其他是「武生皇」：靚榮、小武：靚新華、「花旦皇」：千里駒、小生：靚少鳳、丑生：羅家權及梁仲升。